# Xenonlamp

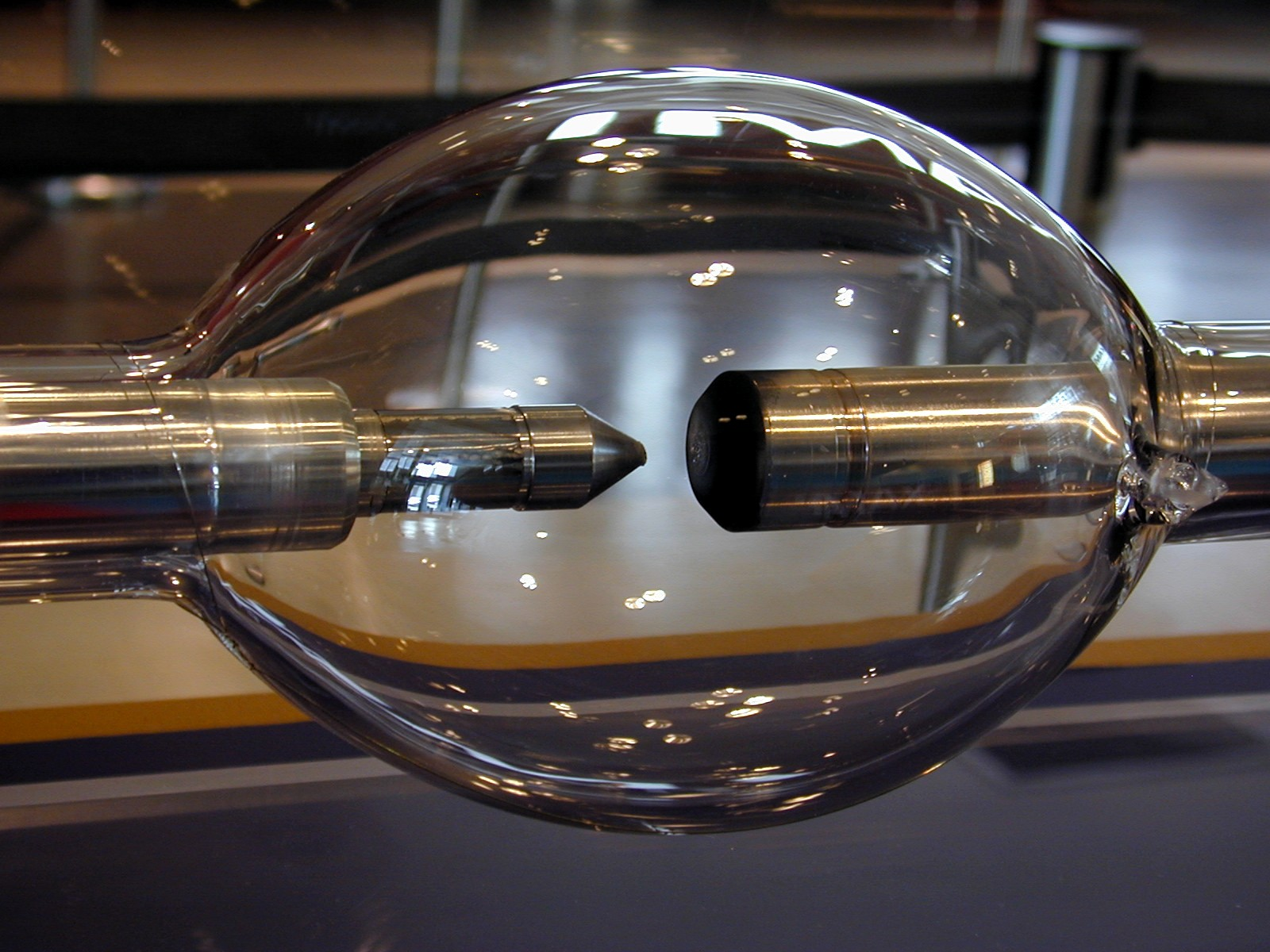
Xenon-kortebooglamp gebruikt in IMAX

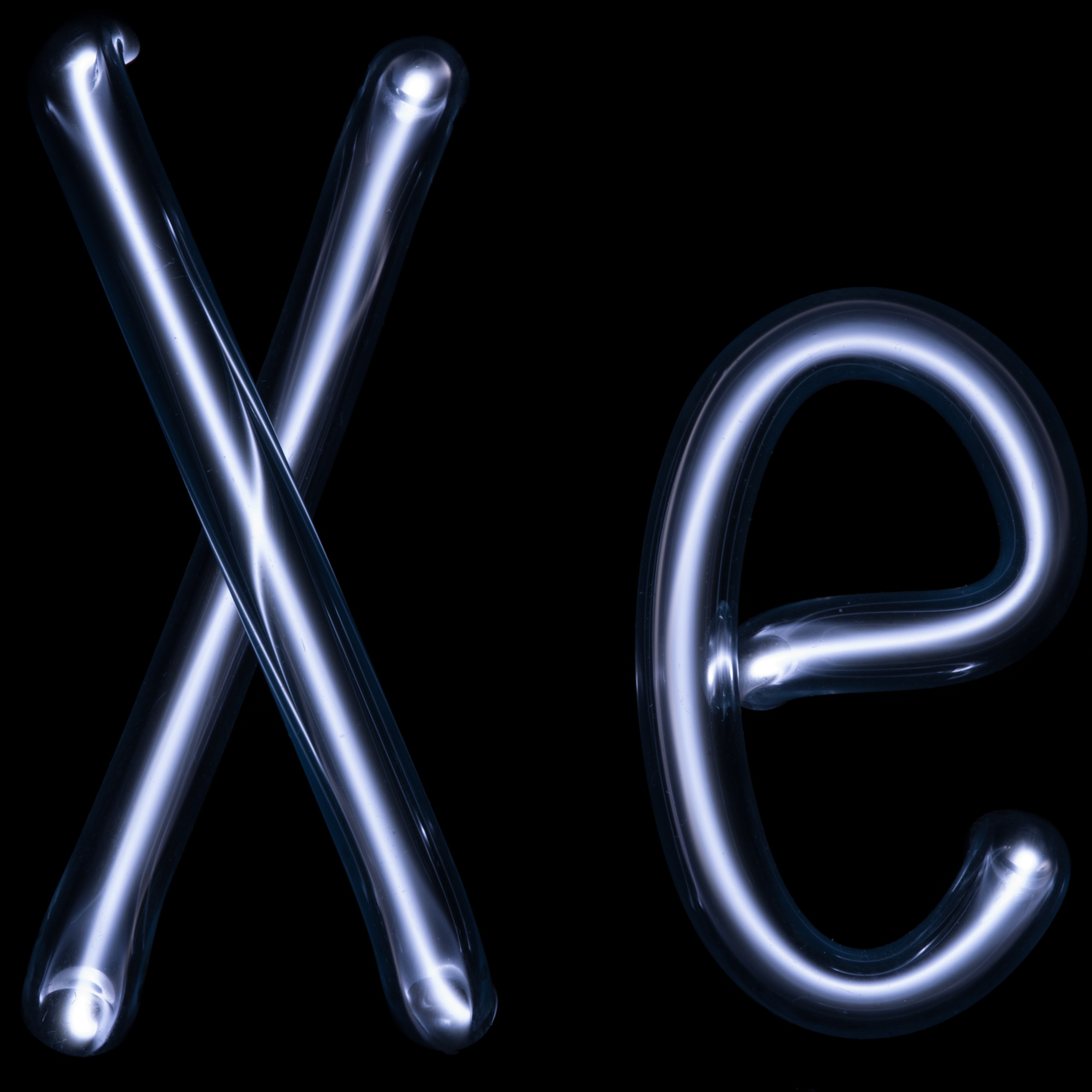
Xenon in geisslerbuis

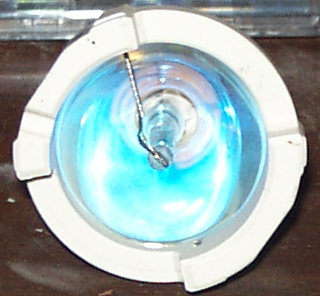
Een Osram 100W xenon/kwik korte booglamp met reflector.

Een xenonlamp is een gasontladingslamp waarin een lichtboog wordt opgewekt in het onder hoge druk staande gas xenon. Daardoor ontstaat een bijna puntvormige lichtbron met een hoge luminantie. Naast een bijna continu spectrum aan zichtbaar licht, bevat de uitgezonden straling bij xenonlampen ook ultraviolet licht. Er zijn xenonlampen met een vermogen van 35 W tot 15 kW.

## Toepassingen
Xenonlampen hebben vele toepassingen, onder meer in:
- Sterilisatielampen of bacteriële lampen, die operatiezalen steriliseren. Deze booglampen zijn een ideale bron van ultraviolet licht.
- Elektronenbuizen
- Stroboscopen; de gebruikte flitslamp bevat xenon.
- Elektronenflitsers; in fototoestellen worden xenonflitslampen gebruikt.
- Lasers.
- Fotokopieermachines; de lichtbron in een fotokopieermachine kan een xenonlamp zijn.
- Automobiel, HID-lamp. Deze lampen geven een tot drie maal beter zicht dan conventionele halogeenlampen. Sinds 1991 wordt de xenongasontladingslamp in de automobielsector als xenonlicht aangeboden: eerst in de BMW 7-serie, vooreerst enkel als nachtlicht, sinds 2001 echter ook als verstraler in zogenaamde bi-xenon-schijnwerper.
- Zonnesimulatoren,  Hogedrukxenonlampen met continue korte boog, hebben een kleurtemperatuur die zeer dicht ligt bij zonlicht op de middag. En worden daarom gebruikt in zonnesimulatoren. De chromaticiteit van deze lampen benadert het sterkst een zwarte straler die een temperatuur heeft als van de zon.
- Filmprojectielampen. kortebooglampen met xenon werden uitgevonden in 1940 in Duitsland en geïntroduceerd op de markt in 1951 door Osram. Eerst gelanceerd in de 2 kW grootte (XBO2001). Deze lampen begonnen de koolstofbooglampen te vervangen in filmprojectoren omdat ze een veel langere levensduur hebben. Ze worden gebruikt in 35mm- en IMAX-filmprojectiesystemen.
- Nachtkijkers. Deze booglampen stralen zeer sterk in het nabije infrarood, dat wordt gebruikt in sommige nachtkijkersystemen.
- Plasmascherm. De individuele cellen in een plasmascherm gebruiken een mengeling van xenon en neon dat omgezet wordt in een plasma door middel van elektroden. De interactie van dit plasma met de elektroden genereert ultraviolette fotonen, die een fosforcoating exciteren aan de voorkant van het scherm.

Xenon wordt ook gebruikt als "startergas" in natriumlampen. Het heeft de laagste thermische geleidbaarheid en het laagste ionisatiepotentieel van alle niet-radioactieve edelgassen. Daar het een edelgas is, doet het niet mee met de chemische reacties die plaatsgrijpen in de lamp. De lage thermische geleidbaarheid minimaliseert warmteverliezen, en het lage ionisatiepotentieel zorgt ervoor dat de doorslagspanning van het gas relatief laag is in koude toestand, waardoor de lamp gemakkelijk kan aangestoken worden.
argandse lamp ·
booglamp ·
carbidlamp ·
CCFL ·
davylamp ·
EEFL ·
elektrodeloze lamp ·
elektronenflitser ·
filmzon ·
flitser ·
fluorescentielamp ·
gaslicht ·
gasontladingslamp ·
gloeilamp ·
halogeenlamp ·
hefnerlamp ·
hogehelderheidsled ·
jablochkoff-kaars ·
kaars ·
kalklicht · 
knijpkat ·
kwiklamp ·
lantaarn ·
ledlamp ·
menglichtlamp ·
metaalhalidelamp ·
natriumlamp ·
neonlamp ·
nernstlamp ·
olielamp ·
petroleumlamp ·
spaarlamp ·
tl-buis ·
xenonlamp ·
zaklantaarn